# Ang babaeng humayo
Ang babaeng humayo é um filme dramático filipino de 2016 escrito e dirigido por Lav Diaz.
A produção, filmada em preto e branco e de quase quatro horas de duração, narra a história de Horacia, uma professora acusada injustamente de um crime. Após passar 30 anos presa, ela é colocada em liberdade e se vê em um dilema de sentimentos de vingança e perdão. A história é livremente inspirada no conto "God Sees the Truth, But Waits" de Leo Tolstoy.
O filme foi selecionado para competir na seção principal da competição do 73º Festival de Veneza, de onde saiu ganhador do Leão de Ouro.

## Elenco
- Charo Santos-Concio ... Horacia Somorostro / Renata
- John Lloyd Cruz ... Hollanda
- Michael De Mesa ... Rodrigo Trinidad
- Nonie Buencamino ... Magbabalot
- Shamaine Buencamino ... Petra
- Mae Paner ... Warden
- Mayen Estanero ... Nena
- Marjorie Lorico ... Minerva
- Lao Rodriguez ... Father
- Kakai Bautista ... Dading
- Jo-Ann Requiestas ... Taba